# Vitamin C (album)
| Đánh giá chuyên môn  | Đánh giá chuyên môn |
| Nguồn đánh giá       | Nguồn đánh giá      |
| Nguồn                | Đánh giá            |
| -------------------- | ------------------- |
| AllMusic             | [ 1 ]               |
| Entertainment Weekly | A−                  |
| People               | (tích cực)          |
| Plugged In           | (tiêu cực)          |
| Rolling Stone        | [ 5 ]               |

Vitamin C là album phòng thu đầu tay cùng tên của nữ ca sĩ Vitamin C. Album được Elektra Records phát hành vào năm 1999. Album đạt được thành công về mặt thương mại trong một khoảng thời gian ngắn. Vào thời điểm phát hành, album không xuất hiện trên các bảng xếp hạng. Tuy nhiên, album sau đó đã vươn đến vị trí thứ 29 trên bảng xếp hạng Billboard 200 của Hoa Kỳ và lần lượt nhận được các chứng nhận Vàng và Bạch kim từ RIAA. Phiên bản phát hành tại Nhật Bản của album có thêm ca khúc "The Only One".
Album sản sinh ra hai đĩa đơn hit. Đĩa đơn mở đường cho album, "Smile", lọt vào top 20 của bảng xếp hạng Billboard Hot 100 và được RIAA chứng nhận Vàng. Đĩa đơn cuối cùng từ album, "Graduation (Friends Forever)", lọt vào bảng xếp hạng Mainstream Top 40 của Hoa Kỳ. Album có sự tham gia của các nghệ sĩ khách mời như Lady Saw, Count Bass D và Waymon Boone. Ca khúc "Fear of Flying" sử dụng một đoạn nhạc được lấy mẫu từ ca khúc  "The Magnificent Seven" của The Clash.

## Tiếp nhận phê bình
Nhìn chung, Vitamin C nhận được những đánh giá tích cực từ các nhà phê bình âm nhạc. Viết cho AllMusic, Tom Demalon đánh giá album đạt 4 sao và khen ngợi quãng giọng của Vitamin C trong album. Ông cũng nói thêm rằng album "không thiếu những đoạn hook" và đưa ra kết luận rằng "không có một ca khúc yếu kém nào trong bản thu âm xuất sắc này." Entertainment Weekly chấm album đạt điểm "A-" và gọi đây là "[một] album pop tuyệt vời theo một cách rất tự tin mà Spice Girls có thể đã thực hiện được (nhưng hẳn là họ chưa từng làm được [điều đó])."
Tuy nhiên, một số nhà phê bình khác lại đưa ra những đánh giá tiêu cực hơn về album. Neva Chonin của Rolling Stone đánh giá Vitamin C đạt 2,5 sao và khen ngợi sự đa dạng trong phong cách của album. Dù vậy, bà vẫn chỉ trích công đoạn sản xuất của album là "làm cho [người nghe] khó mà xác định được lúc nào thì quá trình sản xuất mang tính cắt dán [này] kết thúc và Vitamin C bắt đầu [thể hiện]."

## Danh sách bài hát
| STT              | Nhan đề                                         | Sáng tác                                                                                         | Thời lượng |
| ---------------- | ----------------------------------------------- | ------------------------------------------------------------------------------------------------ | ---------- |
| 1.               | "Smile" (hợp tác với Lady Saw)                  | Colleen Fitzpatrick Josh Deutsch                                                                 | 3:58       |
| 2.               | "Turn Me On"                                    | Fitzpatrick Deutsch Michael D. Goodman                                                           | 3:47       |
| 3.               | "Me, Myself and I"                              | Gregg Rolie Michael John Carabello Thomas Coke Escobedo                                          | 3:57       |
| 4.               | "Unhappy Anniversary"                           | Noel Cohen                                                                                       | 3:56       |
| 5.               | "Not That Kind of Girl"                         | Fitzpatrick Michael Kotch                                                                        | 3:27       |
| 6.               | "Do What You Want to Do"                        | Fitzpatrick Deutsch George Clinton Bootsy Collins David Elliott Gregory Jacobs Terrence Woodford | 3:21       |
| 7.               | "Girls Against Boys" (hợp tác với Count Bass D) | Kotch Matt Mahaffey                                                                              | 4:16       |
| 8.               | "I Got You"                                     | Neil Finn                                                                                        | 4:01       |
| 9.               | "Money" (hợp tác với Waymon Boone)              | Fitzpatrick Deutsch                                                                              | 3:47       |
| 10.              | "About Last Night"                              | Fitzpatrick Deutsch                                                                              | 4:01       |
| 11.              | "Fear of Flying"                                | Jimmy Harry Mick Jones Joe Strummer                                                              | 3:16       |
| 12.              | "Graduation (Friends Forever)"                  | Fitzpatrick Deutsch                                                                              | 5:40       |
| Tổng thời lượng: | Tổng thời lượng:                                | Tổng thời lượng:                                                                                 | 47:27      |

| Bài hát thêm cho phiên bản phát hành lại tại Hoa Kỳ | Bài hát thêm cho phiên bản phát hành lại tại Hoa Kỳ                          | Bài hát thêm cho phiên bản phát hành lại tại Hoa Kỳ |
| STT                                                 | Nhan đề                                                                      | Thời lượng                                          |
| --------------------------------------------------- | ---------------------------------------------------------------------------- | --------------------------------------------------- |
| 13.                                                 | "Graduation (Friends Forever)" (bản phối của Student Interview) (bài hát ẩn) | 5:40                                                |

| Bài hát thêm cho phiên bản phát hành tại Nhật Bản | Bài hát thêm cho phiên bản phát hành tại Nhật Bản | Bài hát thêm cho phiên bản phát hành tại Nhật Bản |
| STT                                               | Nhan đề                                           | Thời lượng                                        |
| ------------------------------------------------- | ------------------------------------------------- | ------------------------------------------------- |
| 13.                                               | "The Only One"                                    | 2:52                                              |

## Những người thực hiện
- Vitamin C – hát chính, soạn nhạc, hát đệm
- Ada Dyer – hát đệm (bài 3, 6, 9, 12)
- Sean Altman – hát đệm (bài 4)
- Vaneese Thomas – hát đệm (bài 1, 2, 3, 6, 9, 10, 12)
- David Rainger – ghi-ta (bài 1, 2, 3, 6, 9, 10)
- Fred Maher – ghi-ta (bài 5, 8)
- Josh Deutsch – ghi-ta (bài 1), sản xuất
- Michael Kotch – ghi-ta (bài 5)
- David Rainger – bass (bài 9, 10)
- Melvin Gibbs – bass (bài 3, 4, 6, 12)
- Alan Friedman – bàn phím (bài 3)
- Fred Maher – bàn phím (bài 5, 8)
- Garry Hughes – bàn phím (bài 1, 2, 3, 4, 6, 9, 10, 12)
- Ashley Horne – viola (bài 12)
- Denise Stillwell – viola (bài 12)
- Jill Jaffe – viola (bài 12)
- Joel Rudin – viola (bài 12)
- Mark Wood – viola (bài 12)
- Martha Mooke – viola (bài 12)
- Ron Lawrence – viola (bài 12)
- Sally Shumway – viola (bài 12)
- Sandy Robbins – viola (bài 12)
- Gregor Kitzis – vĩ cầm (bài 12)
- Laura Seaton – vĩ cầm (bài 12)
- Mary Rowell – vĩ cầm (bài 12)
- Paul Woodiel – vĩ cầm (bài 12)
- Dan Barrett – cello (bài 12)
- Mary Wooten – cello (bài 12)
- Matt Goeke – cello (bài 12)
- Jonas Tauber – cello (bài 12)
- Suzie Katayama – cello (bài 8)

## Xếp hạng

### Xếp hạng tuần
| Bảng xếp hạng (1999) | Vị trí cao nhất |
| -------------------- | --------------- |
| Hoa Kỳ Billboard 200 | 29              |